# Strawberry Switchblade
Le Strawberry Switchblade sono state un duo femminile pop rock, formatosi in Scozia nel 1981, composto da Jill Bryson e Rose McDowall. Il duo è conosciuto per un unico vero hit, il singolo "Since Yesterday" che entrò nella Top 10 britannica nel 1984 ed ebbe successo anche nell'Europa continentale e in Giappone.

## Storia del gruppo
Nel 1976, il movimento punk rock era in rapida espansione nel Regno Unito. Mentre la scena punk rock infiammava Glasgow, alla fine degli anni settanta, Rose McDowall e Jill Bryson facevano parte della scena artistica cosiddetta bohème (movimento artistico), composta da fanatici dei New York Dolls e seguaci della band scozzese dei Nu-Sonics. Le due diventarono amiche socializzando nei pub di Glasgow, mentre seguivano vari gruppi musicali locali dell'epoca. Una di queste band era costituita dagli Orange Juice, capitanati da Edwyn Collins. Nell'àmbito del new pop degli Orange Juice, era stata registrata una versione dal vivo di "Felicity" su flexi-disc, con l'intenzione di pubblicarla. La relativa fanzine avrebbe dovuto prendere il nome di un brano di James Kirk e chiamarsi così "Strawberry Switchblade". Alla fine, la fanzine non ebbe séguito, e il flexi-disc comparve come aggiunta al singolo di debutto dei Postcard, "Falling and Laughing". Il nome "Strawberry Switchblade" divenne invece il nome del duo composto da Rose e Jill, intenzionate a sfondare nel mondo del pop.
Le Strawberry Switchblade ottennero inizialmente un contratto con un'etichetta discografica indipendente, la Postcard Records, ma nessuno dei brani della band fu mai pubblicato per questa indie. Più tardi, le due firmarono per un'altra etichetta indie, la Zoo Records. Il primo singolo del gruppo, "Trees and Flowers", uscì dopo l'incontro di Jill e Rose con Bill Drummond, un musicista scozzese. Il singolo venne pubblicato nel mese di luglio del 1983, vendendo più di 10 000 copie e piazzandosi al Numero 47 nella chart di John Peel dei Festive 50 del 1983. "Trees and Flowers" trattava il tema dell'agorafobia, la paura degli spazi aperti, di cui soffriva Jill.
Drummond fece ottenere alla band un contratto con la Korova, etichetta appartenente al Warner Music Group, nel 1983. Il primo e unico album del duo (l'omonimo Strawberry Switchblade) fu prodotto da David Motion. All'inizio del 1985, il loro primo singolo per la nuova etichetta, "Since Yesterday", entrò nella Top 10 della Official Singles Chart, riscuotendo molto successo anche nell'Europa continentale e in Giappone. La tipica fanfara posta in apertura della traccia, già utilizzata su "Beach Baby", un precedente successo dei The First Class, proveniva dalla Sinfonia No.5 di Sibelius. Il particolarissimo look delle ragazze, costituito da un guardaroba basato sul netto contrasto tra bianco e nero, e soprattutto gli abiti scarruffati a pois, indossati sulla copertina di "Since Yesterday", fece proseliti all'epoca, così come il loro aspetto alquanto gothic.
Il duo tuttavia non andò oltre quel primo successo, guadagnandosi così il fastidioso appellativo di one-hit wonder. Infatti, anche se l'album omonimo raggiunse un'ottima posizione nella classifica britannica (Numero 25), nessuno dei vari singoli usciti dopo "Since Yesterday" (tra cui "Jolene", cover di un brano della cantante country Dolly Parton) riuscì ad entrare nella Top 50 della Official Singles Chart. Per sbarcare il lunario, la band registrò e pubblicò due singoli esclusivamente riservati al mercato giapponese, per poi sciogliersi, definitivamente, all'inizio del 1986. Una cover da loro realizzata di "Sunday Morning", brano dei Velvet Underground, venne inserita come bonus track sul 12" di "Since Yesterday", ma non venne mai inclusa su nessuno dei loro long playing.
Nel 2005, la Warner Bros. Platinum Records ha infatti pubblicato una compilation della band, intitolata The Platinum Collection e composta da 16 tracce, estrapolate da diverse fonti e riunite in un unico compact disc. Questo CD si va ad aggiungere alle due ristampe, rispettivamente dell'album Strawberry Switchblade del 1985 (uscito in CD nel 1997, in Giappone) e della raccolta di remix intitolata The 12" Album, originariamente pubblicata soltanto in Giappone, nel 1985 (uscita in CD in Canada, nel 1995).

## Discografia

### Singoli
- "Trees and Flowers"
- "Since Yesterday"
- "Let Her Go"
- "Jolene"
- "Ecstasy (Apple of My Eye)" (soltanto in Giappone)
- "I Can Feel" (soltanto in Giappone)

### Album
- Strawberry Switchblade (aprile 1985, ristampato in CD con bonus tracks in Giappone nel 1997) UK #25
- The 12" Album (soltanto in Giappone, 1985, ristampato in CD in Canada nel 1995)
- The Platinum Collection (dicembre 2005)

### Singoli nella UK Singles Chart
| Anno | Titolo                   | Posizione più alta |
| 1984 | "Since Yesterday"        | #5                 |
| 1985 | "Let Her Go"             | #59                |
| 1985 | "Who Knows What Love Is" | #84                |
| 1985 | "Jolene"                 | #53                |